# Halles de Méréville
Les halles de Méréville sont un édifice situé à Méréville, dans le département de l'Essonne, en France.

## Historique
L'édifice du XVIe siècle est classé au titre des monuments historiques depuis le 13 août 1921.